# برادفورد ديلونغ
جي برادفورد ديلونغ سياسي واقتصادي أمريكي شغل مناصب رفيعة في الولايات المتحدة , حيث شغل منصب نائب مساعد وزارة الخزانة الأمريكية واستاذ الاقتصاد في جامعة كاليفورنيا في بيركلي وهو باحث مشارك لدى المكتب الوطني للبحوث الاقتصادية في الولايات المتحدة الأمريكية وكاتب مقالات في العديد من الصحف والمجلات.